# Pascasio González Erazo

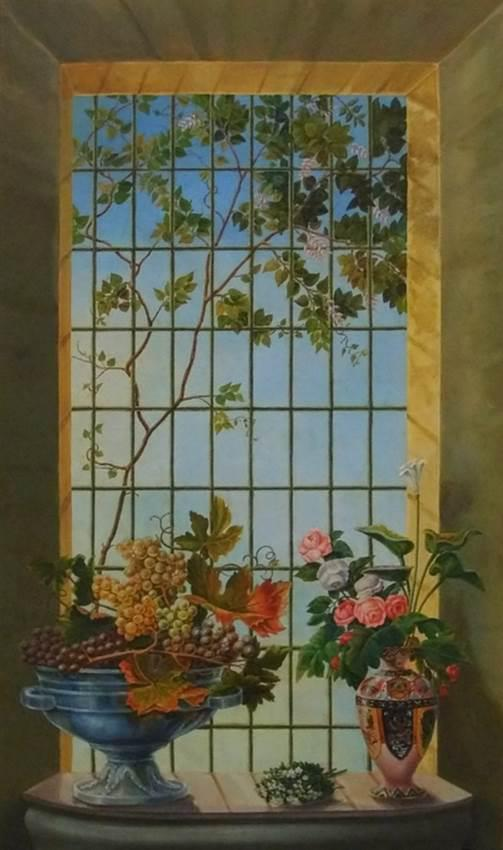
"La Ventana" Óleo sobre lienzo.

Pascasio González Erazo (1848-1917). Artista salvadoreño de transición. Pintor, maestro de obra y escultor, realizó numerosos trabajos ornamentales y funcionales. Marca un hito en la plástica salvadoreña. Su estilo está a camino entre la tradición Barroca de influencia colonial y el neoclasicismo posterior. Muchas de su obra se perdió en el incendio de la antigua catedral metropolitana de San Salvador el 8 de agosto de 1951.  

## Biografía
De padres hondureños, su familia pertenecía a una clase alta acaudalada de cafetaleros. Son pocas son las referencias históricas que existen respecto a su biografía.  Estudió en Guatemala, París y Roma, donde recibe su influencia arquitectónica.  
Incursionó en la escultura de bulto redondo y talla directa en materiales como la madera. Se le considera el primer artista en hacer una escultura de influencia clásica con obras escultóricas como la "Minerva", la primera escultura de contenido no religioso, lo que contraste con los proyectos escultóricos anteriores. La pieza se encuentra actualmente en la Antigua Casa Presidencial en San Jacinto. 
En el 1 de noviembre de 1885, en los primeros meses del gobierno provisional del general Francisco Menéndez, abrió la Escuela Nocturna de Artesanos en el edificio del Teatro Nacional; era una escuela teórico-práctica de arquitectura en la que además se daban clases de gramática, aritmética, dibujo lineal, explicaciones sobre el sistema métrico decimal y arquitectura. Anunció la apertura de su escuela en el Diario Oficial en el 5 de noviembre.
Entre su obra pictórica cabe destacar obras como el òleo sobre lienzo "La Ventana". 
Fue maestro de obra del Palacio Nacional de El Salvador, de la Basílica del Sagrado Corazón en San Salvador y de la iglesia del Carmen de Santa Tecla (El Salvador). Además, realizó trabajos ornamentales como la sacristía de la Iglesia del Calvario de San Salvador y participa en la proyección y decoración de la Catedrál Metropolitana de San Salvador.

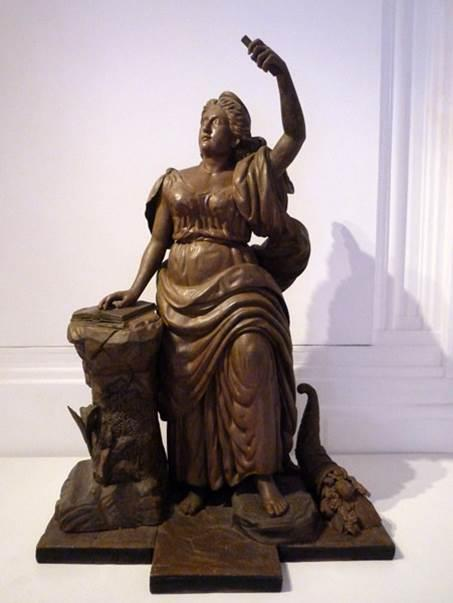
"Minerva" de Pascasio González Erazo

Su obra se puede apreciar en el museo MARTE y en el Palacio Nacional.
En la Basílica del Señor de Esquipulas, Chiquimula, Guatemala existe una pintura realizada en 1879 atribuida a Pascacio Gonzalez, dicha pintura ha sido restaurada ya que el humo de la candelas y veladoras habían ocultado casi todos los detalles de la pintura. A día de hoy 12 de diciembre de 2019, estoy frente a la pintura que la tienen recostada en las rejas de uno de los altares donde se está llevando a cabo la restauración.